# 孔留安
孔留安（1963年4月—），河南许昌县人，中共党员，工学博士、安全技术及工程专业教授、博士生导师。

## 生平
1985年毕业于华北水利水电学院工程机械专业，2003年在职获得北京科技大学安全技术及工程专业博士学位。2003年2月任河南理工大学副校长。2007年8月任河南城建学院院长。2015年5月被任命为河南科技大学校长。